# Radijvektor
Radijvektor, radijusvektor, radijus-vektor ili vektor položaja je vektor {\displaystyle {\vec {r}}} kojemu je vrh u promatranoj točki P, a početak u nekoj nepomičnoj zadanoj točki O (polu), obično ishodištu nekoga koordinatnog sustava. Uz nepomični pol svaka je točka određena svojim radijvektorom, pa se piše {\displaystyle \mathrm {P} ({\vec {r}})}. Ako je pol u ishodištu Kartezijeva sustava, koordinate radijvektora točke upravo su Kartezijeve koordinate te točke.
Formalno je svaki vektor klasa usmjerenih dužina koje se translacijom mogu dovesti jedna u drugu, što znači da imaju jednak smjer i duljinu, pa su radijvektori samo predstavnici svoje klase s početkom u odabranoj točki. 

## Primjena
U mehanici se jednadžbe gibanja čestica i tijela u prostoru iskazuju pomoću njihova vektora položaja {\displaystyle {\vec {r}}} te njegovih derivacija, brzine
{\displaystyle {\vec {v}}={\dot {\mathbf {r} }}={\frac {\mathrm {d} }{\mathrm {d} t}}{\vec {r}}}
i ubrzanja
{\displaystyle {\vec {a}}={\ddot {\mathbf {r} }}={\frac {\mathrm {d} ^{2}}{\mathrm {d} t^{2}}}{\vec {r}}}.
Ovdje podebljani simboli, jednako kao i strelice, označavaju vektore, a točke iznad simbola prvu i drugu derivaciju po vremenu.
U fizici se Newtonov zakon u slučajevima kada sila nema jednostavnu ovisnost o koordinatama često piše kao diferencijalna jednadžba
{\displaystyle m{\frac {\mathrm {d} ^{2}}{\mathrm {d} t^{2}}}{\vec {r}}={\vec {F}}({\vec {r}},{\dot {\vec {r}}},t)}
što je u Kartezijevom sustavu ekvivalentno trima jednadžbama za svaku od tri ortogonalne komponente radijvektora {\displaystyle {\vec {r}}=(x,y,z)} i sile {\displaystyle {\vec {F}}=(F_{x},F_{y},F_{z})}:
{\displaystyle m{\ddot {x}}=F_{x}(x,y,z,{\dot {x}},{\dot {y}},{\dot {z}},t)}
{\displaystyle m{\ddot {y}}=F_{y}(x,y,z,{\dot {x}},{\dot {y}},{\dot {z}},t)}
{\displaystyle m{\ddot {z}}=F_{z}(x,y,z,{\dot {x}},{\dot {y}},{\dot {z}},t)}.
Ovdje je općenito stavljeno da sila u svakom smjeru može ovisiti o svim koordinatama tijela te o svim komponentama njegove brzine.

### Drugi Keplerov zakon
Drugi Keplerov zakon glasi:
| Radijvektor Sunce-planet opisuje u jednakim vremenskim razmacima jednake površine. |

{\displaystyle dv} je priraštaj kuta {\displaystyle v} koji odgovara kratkom intervalu {\displaystyle dt}. Za to vrijeme radijvektor prebriše površinu:
{\displaystyle dp={\frac {r^{2}\,\pi }{2\,\pi }}\cdot dv={\frac {1}{2}}\,r^{2}\,dv}
({\displaystyle v} u radijanima), jer, s obzirom na to da je priraštaj {\displaystyle dv} vrlo malen, može se površina isječka elipse smatrati površinom isječka kruga s polumjerom {\displaystyle r}. Tako proizlazi:
{\displaystyle {\frac {dp}{dt}}={\frac {1}{2}}\,r^{2}\cdot {\frac {dv}{dt}}}
Ova se veličina naziva površinskom brzinom. Prema drugom Keplerovu zakonu ona je konstantna pa se zakon može napisati kao
{\displaystyle r^{2}\cdot {\frac {dv}{dt}}=C}.